# Adolfo Sanjuanello
Adolfo Sanjuanello (Valledupar, Cesar, 1981) es un periodista colombiano. Se desempeñó durante cuatro años como director y presentador del espacio Caracol y Bancolombia Más cerca que se emite en las emisiones de noticias del Canal Caracol. Es el autor y co-libretista de la serie "La Cacica", que hace parte de la programación de 2017 de dicho Canal, y que narra la historia de vida de Consuelo Araújo Noguera ambientada en episodios de ficción. Libretista del seriado unitario Tu Voz Estéreo del mismo canal. Es director y presentador del programa Las Mujeres de mi Tierra, que se emite semanalmente a través de Caracol Internacional en el que entrevista a las más destacadas figuras femeninas del entretenimiento en Colombia.
Sus inicios en televisión se dieron hacia 1998 en el canal regional Telecaribe cuando presentó programas como "Revista Caribe" y otros programas especiales. Luego de su paso por México donde realizó estudios de cine regreso a Barranquilla, para adelantar estudios de Comunicación Social y Periodismo, que terminaría luego en Bogotá. En la capital colombiana ingreso al canal local City TV como presentador comercial y luego ingresaría al equipo de periodistas de entretenimiento del Canal Caracol, para después laborar como imagen del espacio de turismo del noticiero.
- Datos: Q5658142